# Zapponeta
Zapponeta är en ort och kommun i provinsen Foggia i regionen Apulien i Italien. Kommunen hade 3 464 invånare (2017).